# Kostelní Vydří
Obec Kostelní Vydří (německy Kirch Wiedern) leží v okrese Jindřichův Hradec. Žije zde 166 obyvatel.
Ve vzdálenosti 3 km jižně leží město Dačice, 29 km východně Moravské Budějovice, 30 km západně Jindřichův Hradec a 35 km severně Jihlava.
V obci se nachází poutní kostel Panny Marie Karmelské a karmelitánský klášter. V klášteře sídlí Karmelitánské nakladatelství.

## Historie
Kostelní Vydří bylo původně středem většího celku, ke kterému patřily i dvě sousední vsi stejného jména, Prostřední a Zadní, přičemž tyto vsi vznikly ve 13. století kolonizací Ranožírovců. Ves se poprvé připomíná v pramenech roku 1305, kdy je uváděn Jaroš z Vydří z rodu pocházejícího z Bílkova. V průběhu staletí měnila ves mnohokrát majitele, až v roce 1825 jej Josef svobodný pán Butz z Rolsperka prodal majitelům Dačic Dalbergům k dačickému panství. S dačickým panstvím sdílel statek osudy do roku 1849, kdy byla zrušena patrimoniální správa, jako samostatně uváděný a zdaňovaný statek až do pozemkové reformy, kdy byl jako zbytkový statek o 100 hektarů prodán J. Thun-Hohensteinovi, kterému byl roku 1945 zkonfiskován.
Podle vceňovacího operátu žilo roku 1843 v Kostelním Vydří 383 obyvatel, z toho 198 mužů a 185 žen v 56 domech a 84 domácnostech. Z nich se živilo 15 zemědělstvím, 14 živnostmi a 5 mělo jiné zaměstnání, vedle 50 nádeníků. Desátek byl odváděn panství Kostelní Vydří a tamní faře. Z Kostelního Vydří se jezdilo na týdenní sobotní trhy do Dačic. Z provozovaných živností zde byl 1 mlynář, 1 kovář, 3 krejčí, 1 švec, 1 řezník, 2 šenkýři, 1 pekař, 1 kramář a 1 obchodník s potravinami.

### Správní začlenění obce od roku 1850
Do roku 1849 bylo Kostelní Vydří součástí stejnojmenného statku v rámci panství Dačice v Jihlavském kraji. V letech 1850 až 1855 bylo podřízeno politické pravomoci Podkrajského úřadu v Dačicích a v rámci soudní správy okresnímu soudu tamtéž. Po zřízení smíšených okresních úřadů s politickou a soudní pravomocí bylo v letech 1855 až 1868 podřízeno Okresnímu úřadu v Dačicích. Když byly roku 1868 veřejná správa a soudnictví opět odděleny, vrátilo se pod politickou pravomoc Okresního hejtmanství v Dačicích, od roku 1919 okresní správy politické a od roku 1928 okresního úřadu tamtéž až do roku 1945.
Po osvobození v květnu roku 1945 náleželo pod Okresní národní výbor v Dačicích a v jeho rámci od roku 1949 pod nově vzniklý Jihlavský kraj. Toto začlenění trvalo až do poloviny roku 1960, kdy bylo po územní reorganizaci Kostelní Vydří s moravským Dačickem začleněno pod správní okres Jindřichův Hradec a Jihočeský kraj. Toto trvalo až do zrušení Okresního úřadu v Jindřichově Hradci koncem roku 2002. Od roku 1976 byla pod Kostelní Vydří v rámci integrace obcí připojena obec Prostřední Vydří a v roce 1979 bylo Kostelní Vydří sloučeno s městem Dačicemi. Po změně politických poměrů se v roce 1990 opět osamostatnilo. Od roku 2003 spadá jako samostatná obec pod pověřený Městský úřad v Dačicích v samosprávném Jihočeském kraji.

## Statistika počtu domů a obyvatel
V roce 1880 měla obec 61 domů a 376 obyvatel, roku 1900 61 domů a 438 obyvatel, roku 1921 64 domů a 399 obyvatel, roku 1930 66 domů a 346 obyvatel, roku 1947 73 domů a 360 obyvatel, roku 1950 69 domů a 273 obyvatel, roku 1970 66 domů a 223 obyvatel, roku 1982 56 domů a 192 obyvatel.

## Vývoj obce do současnosti
Ve druhé polovině 19. století a v 1. polovině 20. století se většina obyvatelstva obce živila zemědělstvím. V roce 1900 byla výměra hospodářské půdy obce 578 ha. V obci byla cihelna velkostatku Dačice Dalbergů. K roku 1911 se uvádí živnosti: 2 hostinští, 1 kovář, 2 krejčí, 1 mlynář, 2 obchodníci s dobytkem, 2 obchodníci se smíš. zbožím, 3 obuvníci a 1 prodejkyně galanterního zboží. K roku 1924: dvůr a lesní správa velkostatku Dačice Dalbergů s cihelnou, živnosti: 2 hostinští, 1 kolář, 1 kovář a podkovář, 1 krejčí, 1 mlynář, 1 obchodník, 1 obuvník, 1 řezník, 1 trafikant, 12 hosp. rolníků. Obec byla elektrifikována připojením na síť ZME Brno roku 1931.
JZD vzniklo roku 1952, v roce 1976 bylo sloučeno do JZD Dolní Němčice. V obci působily tyto spolky: Sdružení venkovské omladiny (1911), Domovina (1924). Nyní sbor dobrovolných hasičů.

## Škola
Zdejší škola byla založena současně s obnovením farnosti roku 1754, teprve v roce 1788 byly zdejšímu učiteli upraveny požitky. Škola byla postavena v areálu poutního místa roku 1843 a přestavěna v roce 1904, když byla roku 1870 rozšířena na dvoutřídní s bytem učitele. Byla sem přiškolena také obec Prostřední Vydří. Působila až do roku 1978, kdy byly zrušena a žactvo převedeno do Dačic.

## Pamětihodnosti
- Kostel Navštívení Panny Marie – původně gotická stavba, upravená roku 1658
- Věž z roku 1701 stavebně upravená po požáru r. 1889
- Původně renesanční tvrz Kostelní Vydří ze 16. století – postavená na vyvýšenině, chráněná rybníkem, byla později přeměněna v sýpku. Je vyzdobená sgrafitovým kvádrováním.
- Barokní zámek Kostelní Vydří – jednopatrová budova z počátku 17. století, upravená počátkem 19. století
- Barokní kamenný most z roku 1731 se sochami sv. Jana Nepomuckého a sv. Josefa
- Poutní kostel Panny Marie Karmelské – pozdně barokní stavba na návrší nad obcí z let 1787 až 1789. Kostel vznikl z původní kaple z roku 1709, která je využita jako presbytář. Kostel je obklopen na západní straně zdí s ambitem, jižně je areál uzavřen budovou kláštera karmelitánů.
- Klášter karmelitánů – postavený v polovině 18. století s přístavbou z let 1992–1993. V klášteře působí Karmelitánské nakladatelství Kostelní Vydří.
- U kostela chráněná lípa srdčitá stáří kolem 400 let
- Lesní hřbitůvek s hrobkou rodu svobodných pánů Dalbergů přes silnici proti poutnímu kostelu
- Pomník občanovi padlému v květnu 1945

## Osobnosti
23. září 1803 byl v kostele pohřben rektor olomoucké univerzity Jan Matěj Butz z Rollsbergu. 19. listopadu 2011 byl v Kostelním Vydří pohřben český básník Ivan Martin Jirous.

## Galerie

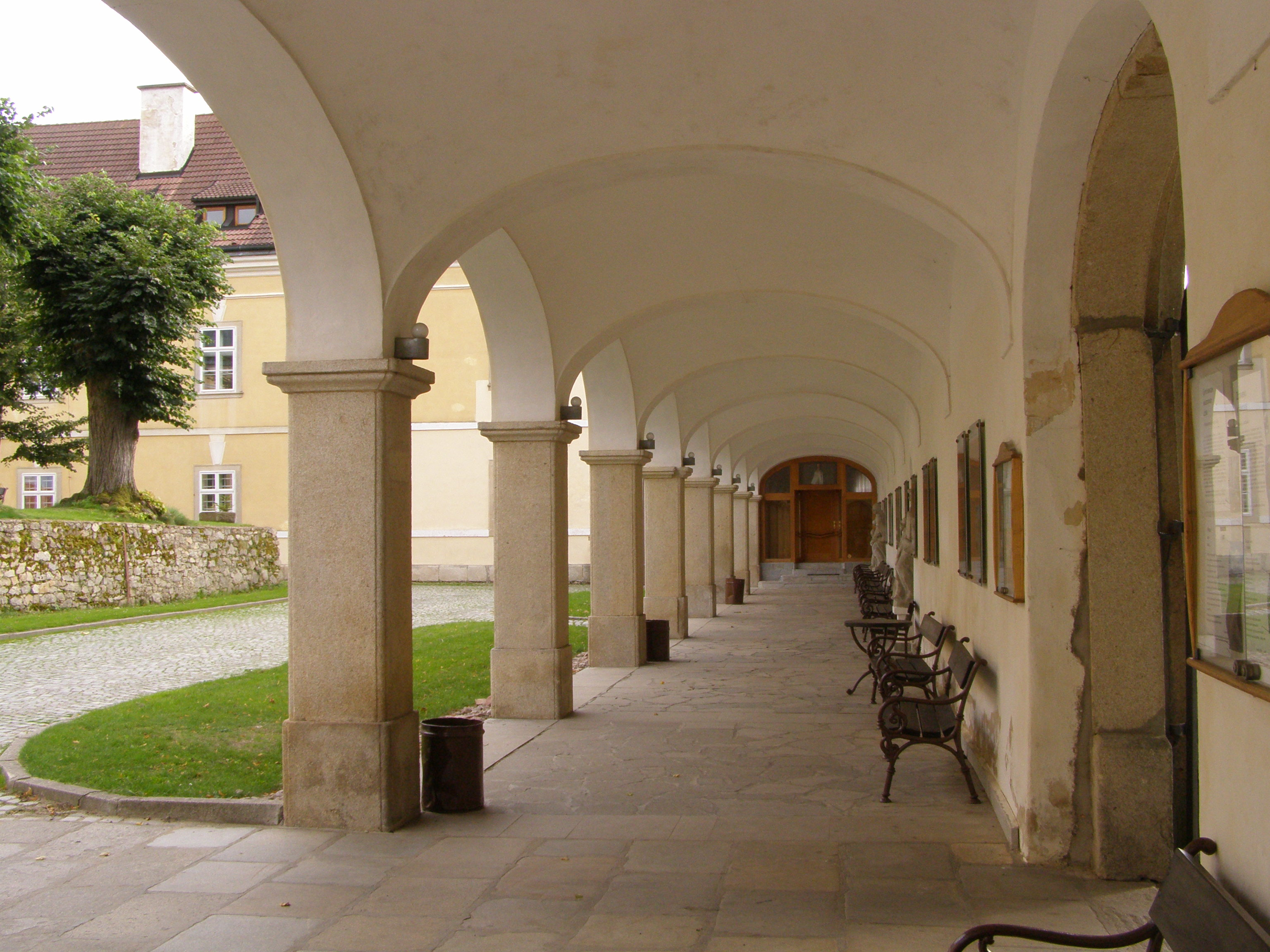
Klášter, ambit
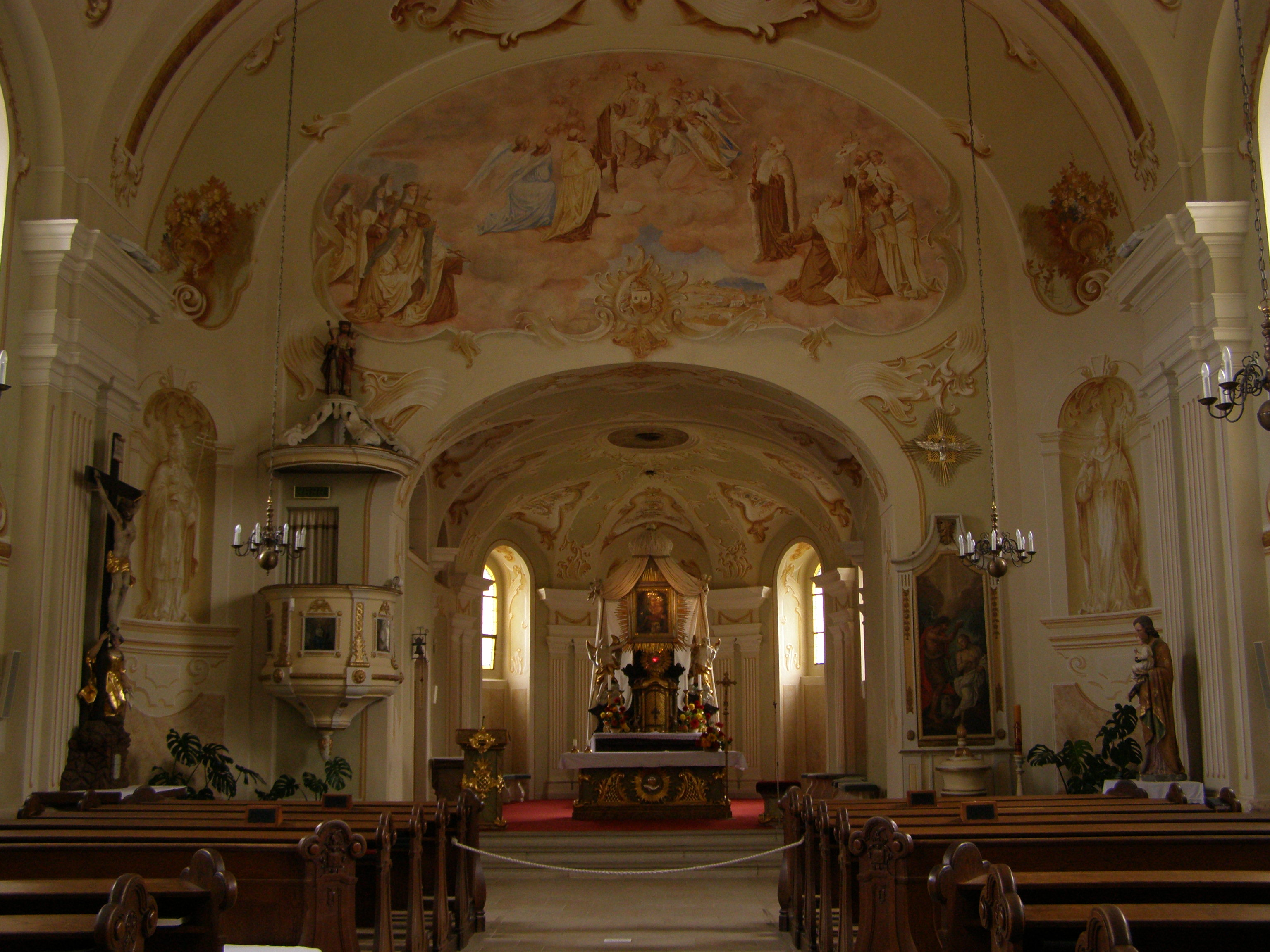
Kostel Panny Marie Karmelské
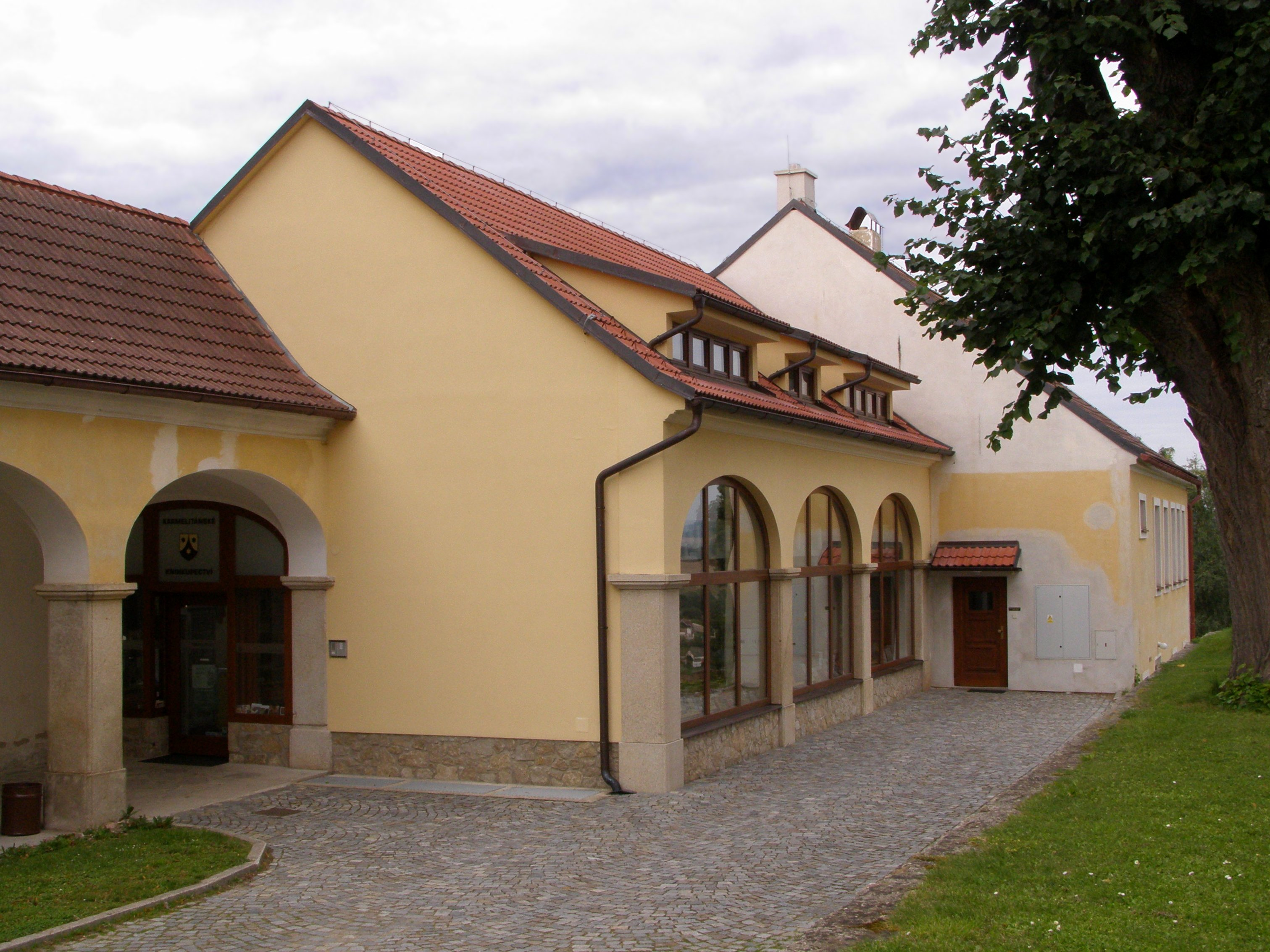
Klášter, knihkupectví
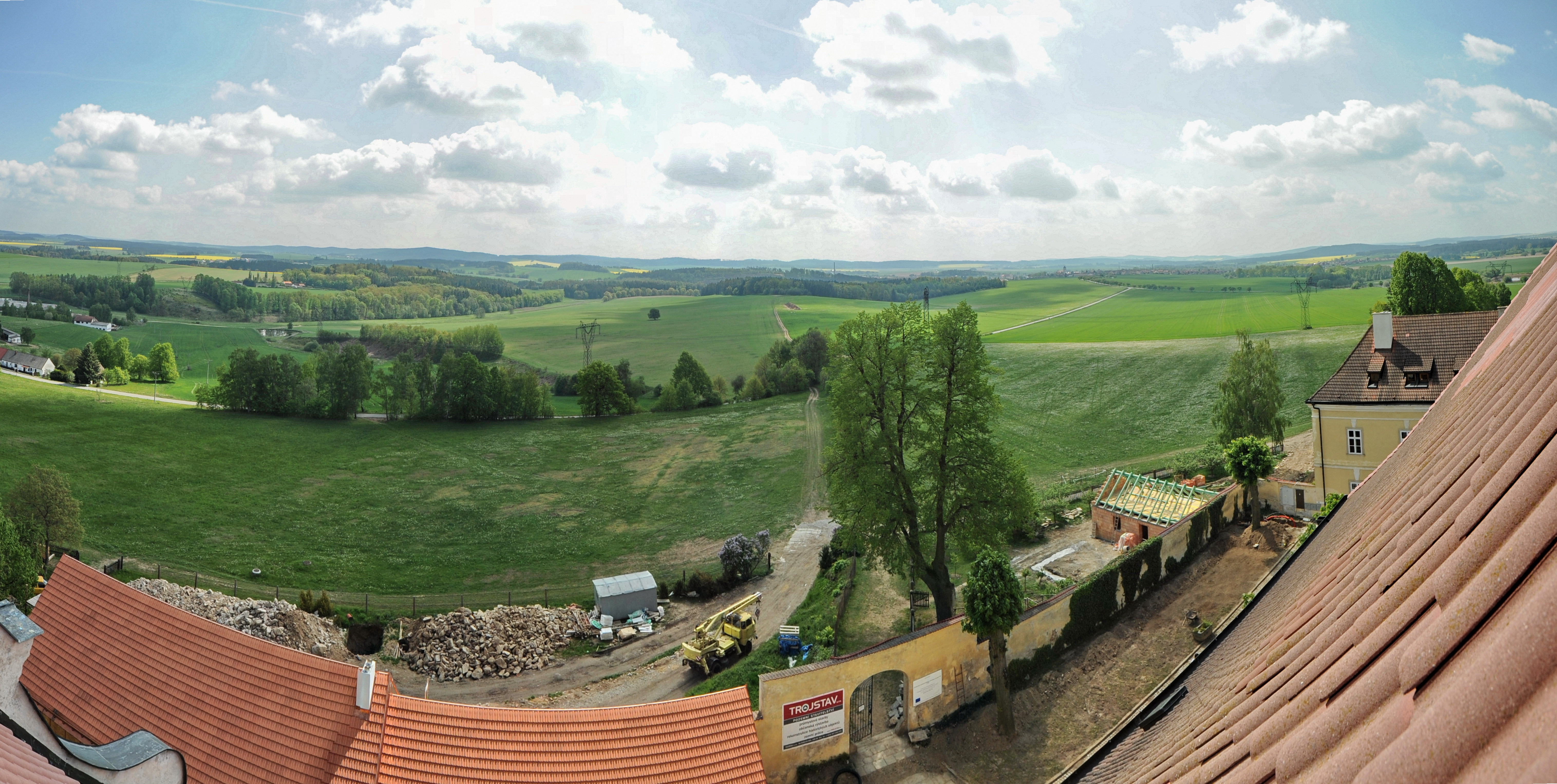
Výhled ze střechy kostela
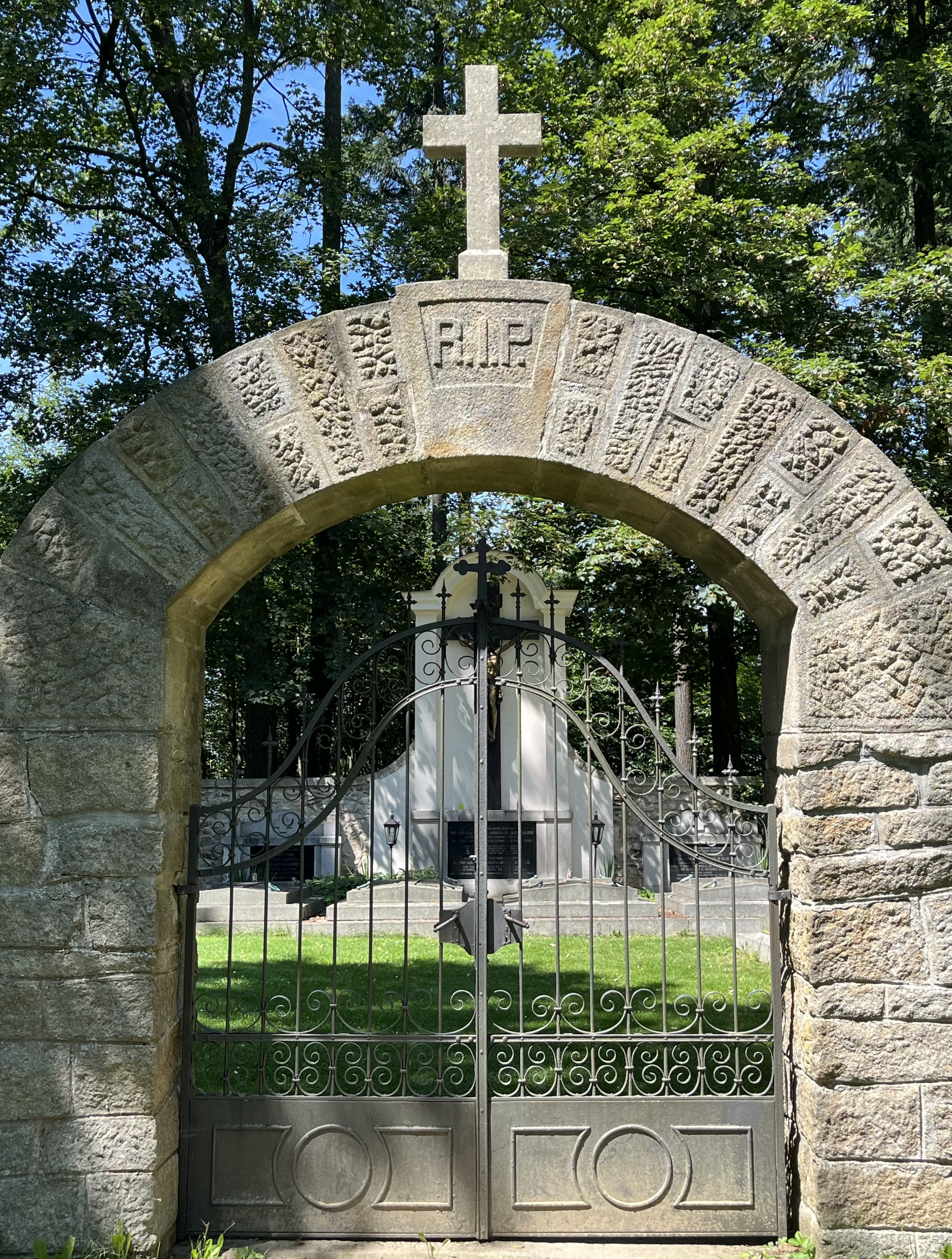
Brána lesního hřbitova